# آقای نوبادی
آقای نوبادی (انگلیسی: Mr. Nobody) فیلمی در ژانر درام و علمی–تخیلی به نویسندگی و کارگردانی ژاکو وان دورمال و تهیه‌کنندگی فیلیپ گودو است که در سال ۲۰۰۹ منتشر شد. فیلم داستان زندگی مرد ۱۱۸ ساله‌ای به نام «نیمو نوبادی» را روایت می‌کند که آخرین انسان فانی روی کره زمین پس از رسیدن انسان به جاودانگی است. نیمو تقریباً تمام خاطرات گذشته خود را بیاد می‌آورد. او به سه معشوق زندگی خود، طلاق پدر و مادرش و تحمل سختی‌های پس از آن و انتخاب‌هایش در سه تقاطع بحرانی زندگی خود اشاره می‌کند: ۹ سالگی، ۱۵ سالگی و ۳۴ سالگی. مسیر زندگی او با هر کدام از انتخاب‌هایش تغییر می‌کند. فیلم روایتی غیر خطی دارد و سرشار از تحلیل‌های فلسفی است.
فیلم آقای نوبادی نامزد ۷ جایزه مگریت شد که توانست ۶ تای آن را از جمله جایزه بهترین فیلم و بهترین کارگردان از آن خود کند. آقای نوبادی از فیلم‌های برتر شصت و ششمین جشنواره بین‌المللی فیلم ونیز بود که توانست جایزهٔ اوسلا طلایی و لانچیا را از آن خود کند. نظر منتقدان در بارهٔ فیلم مثبت بود.

## داستان
داستان فیلم "آقای نوبادی" حول محور نمو نوبادی (با بازی جرد لتو) می‌چرخد که در سال ۲۰۹۲ به عنوان آخرین انسان فانی روی زمین، در سن ۱۱۸ سالگی زندگی می‌کند. در این آینده، بشریت به نوعی از جاودانگی دست یافته است. نمو تحت هیپنوتیزم قرار می‌گیرد تا خاطراتش را بازگو کند، اما به جای یک خط داستانی واحد، زندگی‌های متعدد و موازی خود را روایت می‌کند که ناشی از انتخاب‌های متفاوت او در نقاط عطف زندگی‌اش بوده‌اند.
فیلم به سه نقطه عطف اصلی در زندگی نمو می‌پردازد:
- سن ۹ سالگی: زمانی که والدینش از هم جدا می‌شوند و او باید بین ماندن با مادرش در کانادا یا رفتن با پدرش به انگلستان یکی را انتخاب کند.[۸]
- سن ۱۵ سالگی: زمانی که او باید بین سه دختر در پارک (آنا، الیز و ژن) یکی را به عنوان همسر آینده‌اش انتخاب کند.[۹]
- سن ۳۴ سالگی: روایت زندگی‌های مختلف او بر اساس انتخاب‌های قبلی، از جمله یک زندگی با آنا (که عشق واقعی اوست)، یک زندگی با الیز (که به افسردگی دچار می‌شود) و یک زندگی با ژن (که زندگی مادی‌گرایانه و بدون عشق است).[۱۰]

ساختار روایت فیلم غیرخطی است و به طور مداوم بین این خطوط زمانی و واقعیت‌های موازی جهش می‌کند. در پایان، مشخص می‌شود که نمو به نوعی می‌تواند آینده‌های بالقوه خود را پیش‌بینی کند و این قدرت او را در انتخاب‌هایش دچار تردید می‌کند.

## بازیگران

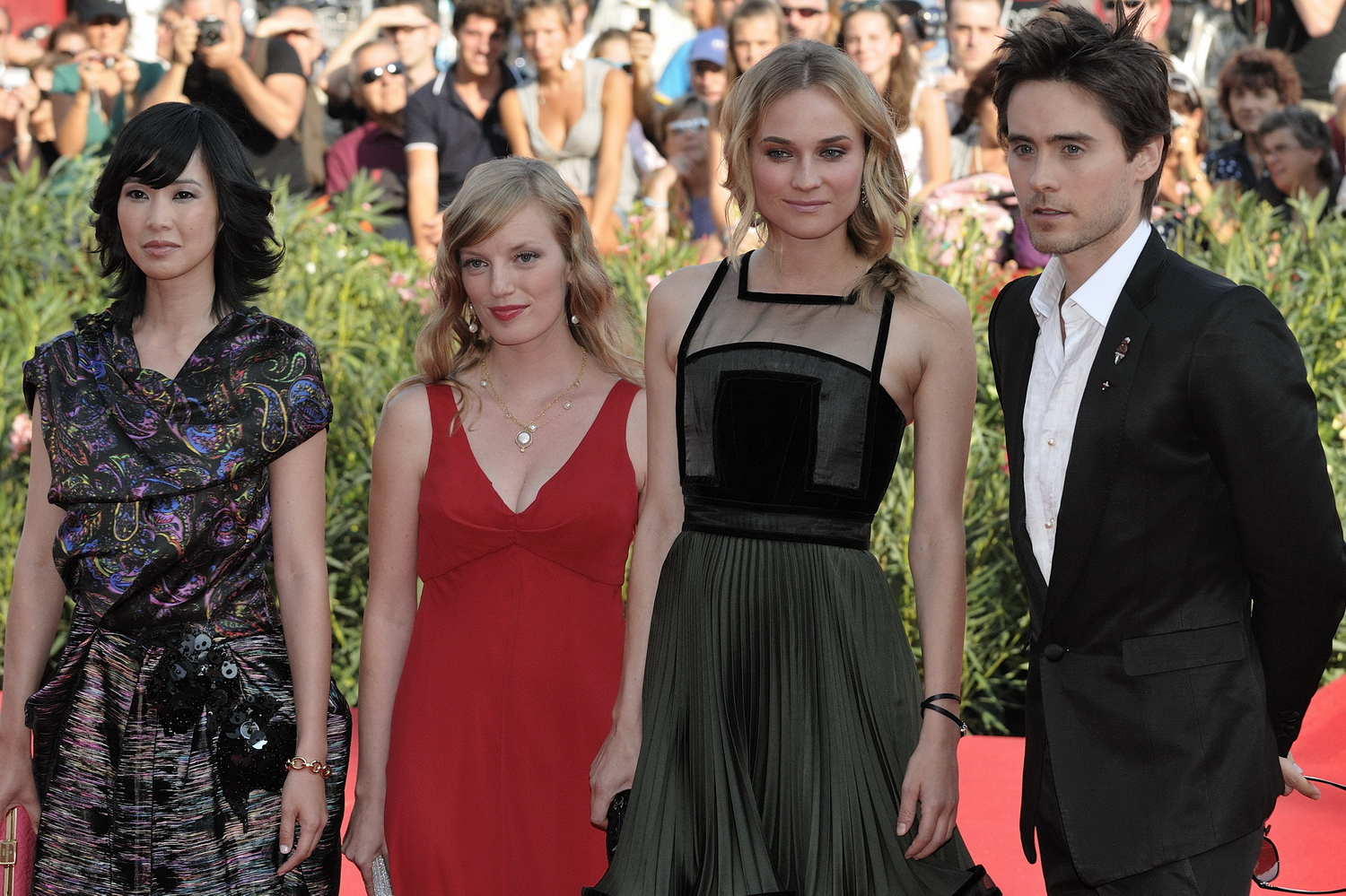
بازیگران در اولین نمایش فیلم، سپتامبر 2009 (از چپ به راست): لین دان فام، سارا پلی، دیانه کروگر و جرد لیتو

- جرد لتو
- توبی رگبو
- سارا پلی
- دیانه کروگر
- ریس ایفانز
- جونو تیمپل
- ادری جاکومینی
- دنیل میز
- مایکل ریلی
- آلن کوردانر
- ناتاشا لیتل
- بن منسفیلد
- مارک زینگا
- کلیر استون
- توماس برن

## تولید
"آقای نوبادی" با بودجه‌ای حدود ۳۷ میلیون یورو، گران‌ترین تولید سینمایی بلژیک تا آن زمان بود. فیلمبرداری در سال ۲۰۰۷ آغاز شد و در بلژیک، آلمان و کانادا انجام گرفت. ژاکو فان دورمال برای نوشتن فیلمنامه این فیلم، بیش از شش سال زمان صرف کرد. موسیقی فیلم توسط پیر ون دورمال، برادر کارگردان، ساخته شده است.

## انتشار و بازخورد
"آقای نوبادی" اولین بار در ۱۴ ژانویه ۲۰۰۹ در بلژیک به نمایش درآمد و سپس در جشنواره فیلم ونیز در سپتامبر ۲۰۰۹ به صورت بین‌المللی اکران شد و مورد تحسین منتقدان قرار گرفت. بسیاری از منتقدان از جاه‌طلبی، عمق فلسفی، کارگردانی و بازی جرد لتو تمجید کردند. با این حال، برخی نیز پیچیدگی بیش از حد روایت و طولانی بودن فیلم را از نقاط ضعف آن دانستند.
جرد لتو برای ایفای نقش‌های متعدد نمو در سنین و واقعیت‌های مختلف، تحسین بسیاری را کسب کرد. فیلم برنده جوایز متعددی شد، از جمله جایزه بهترین فیلم در جشنواره فیلم فانتزی مونترآل و شش جایزه مگریت بلژیک، از جمله بهترین فیلم و بهترین کارگردانی.
با وجود تحسین منتقدان، "آقای نوبادی" از نظر تجاری موفقیت چندانی کسب نکرد و تنها حدود ۳.۷ میلیون دلار در گیشه فروش داشت.با این حال، به مرور زمان و به دلیل پیچیدگی‌های روایی و مضامین عمیقش، به یک فیلم کالت تبدیل شده است.

## مضامین فلسفی
"آقای نوبادی" به طور عمیق به مضامین فلسفی متعددی می‌پردازد:
- انتخاب و سرنوشت: فیلم این پرسش را مطرح می‌کند که آیا زندگی ما نتیجه انتخاب‌های آگاهانه ماست یا از پیش تعیین شده است. هر انتخاب کوچکی می‌تواند مسیر زندگی را به طور کامل تغییر دهد و به واقعیت‌های موازی منجر شود.[۱۹]
- ماهیت زمان: فیلم به مفهوم زمان به صورت غیرخطی نگاه می‌کند و نشان می‌دهد که گذشته، حال و آینده ممکن است به شکلی که ما درک می‌کنیم وجود نداشته باشند. ایده "زمان رو به عقب" نیز در فیلم مطرح می‌شود.[۲۰]
- عشق و روابط: فیلم به بررسی پیچیدگی‌های عشق و روابط انسانی می‌پردازد و نشان می‌دهد که چگونه یک رابطه می‌تواند در شرایط مختلف به شکل‌های متفاوتی تکامل یابد یا از بین برود.[۲۱]
- حقیقت و واقعیت: با توجه به روایت‌های متعدد و متناقض نمو، فیلم به مرز بین حقیقت و واقعیت می‌پردازد و این سوال را مطرح می‌کند که آیا یک "واقعیت" واحد وجود دارد یا هر فردی واقعیت خود را خلق می‌کند.[۲۲]

## جوایز و نامزدی‌ها
| رویداد                                | سال  | رده                    | دریافت‌کننده / نامزد     | نتیجه    |
| ------------------------------------- | ---- | ---------------------- | ----------------------- | -------- |
| جشنواره فیلم ونیز                     | ۲۰۰۹ | شیر طلایی              | آقای نوبادی             | نامزدشده |
| جشنواره بین‌المللی فیلم فانتزی مونترآل | ۲۰۰۹ | بهترین فیلم بین‌المللی  | آقای نوبادی             | پیروز    |
| جوایز ماگریت                          | ۲۰۱۱ | بهترین فیلم            | آقای نوبادی             | پیروز    |
| جوایز ماگریت                          | ۲۰۱۱ | بهترین کارگردانی       | ژاکو فان دورمال         | پیروز    |
| جوایز ماگریت                          | ۲۰۱۱ | بهترین فیلمنامه        | ژاکو فان دورمال         | پیروز    |
| جوایز ماگریت                          | ۲۰۱۱ | بهترین فیلمبرداری      | کریستف بوکارن           | پیروز    |
| جوایز ماگریت                          | ۲۰۱۱ | بهترین تدوین           | متیو دمری، سیلوی لاندرا | پیروز    |
| جوایز ماگریت                          | ۲۰۱۱ | بهترین موسیقی متن اصلی | پیر ون دورمال           | پیروز    |